# Профессиональная футбольная лига (Россия)
Профессиона́льная футбо́льная ли́га (ПФЛ) — организация, входившая в систему российского футбола. Была создана в 1992 году после появления российского чемпионата и кубка России. Отвечала за проведение Чемпионата (до создания Премьер-лиги в декабре 2001 года) и Первенства России по футболу (в 1992—2010 годах), в сезонах 2013/14—2020/21 — за проведение третьего по рангу футбольного турнира России.

## Общая информация
До 2001 года ПФЛ занималась организацией всех футбольных дивизионов России, включая Высший, по 2010 год — Первого и Второго дивизионов. С появлением в 2001 году самостоятельной Российской футбольной премьер-лиги организация Чемпионата России перешла к этой организации, с 2011 года Первый дивизион России проводит ФНЛ. Наряду с РФПЛ ПФЛ состоит в Ассоциации европейских профессиональных футбольных лиг.
9 декабря 2010 года Исполком РФС на очередном заседании постановил досрочно прекратить договор с Профессиональной футбольной лигой об организации и проведении всероссийских соревнований по футболу среди команд нелюбительских футбольных клубов Первого и Второго дивизионов. Своё решение бывший на тот момент президентом РФС Сергей Фурсенко объяснил тем, что из Министерства юстиции РФ было получено письмо, согласно которому регистрация Ассоциации ПФЛ с момента создания была проведена с нарушением законодательства РФ. Впоследствии было установлено, что Минюст официально не имел никаких претензий к Ассоциации «Профессиональная футбольная Лига».
27 февраля 2013 года на очередном заседании Исполкома РФС было решено делегировать Ассоциации «Профессиональная футбольная Лига» право на проведение Первенства России по футболу среди команд клубов Второго дивизиона на спортивные сезоны 2012-2013 (с 01.03.2013), 2013/2014, 2014/2015.
С 17 января 2013 года президентом ПФЛ являлся Андрей Соколов. Предшественник — Николай Толстых (занимал должность с 1992 года).
В 2021 году ПФЛ была ликвидирована, соревнования в третьем по силе дивизионе стала проводить Футбольная национальная лига (бывшее Первенство ПФЛ стало называться ФНЛ-2 или Второй дивизион ФНЛ), Соколов занял специально предусмотренную должность генерального секретаря этой организации.

## Команды и зоны Первенства ПФЛ 2020/21
| Группа 1 (экс-Юг)             | Группа 2 (экс-Запад)                | Группа 3 (экс-Центр)         | Группа 4 (экс-Урал-Приволжье) |
| 17 команд                     | 16 команд                           | 16 команд                    | 15 команд                     |
| ----------------------------- | ----------------------------------- | ---------------------------- | ----------------------------- |
| Анжи (Махачкала)              | Динамо-2 (Москва)                   | Авангард (Курск)             | Волга (Ульяновск)             |
| Биолог-Новокубанск (Прогресс) | Звезда (Санкт-Петербург)            | Знамя (Ногинск)              | Волна (Нижегородская область) |
| Динамо (Ставрополь)           | Зенит (Иркутск)*                    | Калуга                       | Динамо (Барнаул)*             |
| Дружба (Майкоп)               | Зенит-2 (Санкт-Петербург)           | Квант (Обнинск)              | Звезда (Пермь)                |
| Ессентуки                     | Знамя Труда (Орехово-Зуево)         | Красный (Смоленская обл.)    | Зенит-Ижевск                  |
| Интер (Черкесск)              | Коломна                             | Металлург-Видное             | КАМАЗ (Набережные Челны)      |
| Краснодар-3                   | Ленинградец (Ленинградская область) | Металлург (Липецк)           | Крылья Советов-2 (Самара)     |
| Кубань (Краснодар)***         | Локомотив-Казанка (Москва)          | Рязань                       | Лада (Димитровград)           |
| Кубань-Холдинг (Павловская)   | Луки-Энергия (Великие Луки)         | Салют (Белгород)             | Лада-Тольятти                 |
| Легион-Динамо (Махачкала)     | Муром                               | Сатурн (Раменское)           | Новосибирск*                  |
| Махачкала                     | Олимп-Долгопрудный**                | Сахалин (Южно-Сахалинск)*    | Носта (Новотроицк)            |
| Машук-КМВ (Пятигорск)         | Родина (Москва)                     | Сокол (Саратов)              | Оренбург-2                    |
| СКА (Ростов-на-Дону)          | Смоленск                            | Строгино (Москва)            | Тюмень                        |
| Спартак-Нальчик               | Тверь                               | Факел-М (Воронеж)            | Урал-2 (Екатеринбург)         |
| Туапсе                        | Торпедо (Владимир)                  | Химик-Арсенал (Новомосковск) | Челябинск                     |
| Форте (Таганрог)              | Чита*                               | Химки-М                      |                               |
| Черноморец (Новороссийск)     |                                     |                              |                               |

Примечания: 

* В сезоне-2020/2021 первенство сократили до 4-х групп. Группа «Восток» была расформирована, а клубы, ранее игравшие в ней, добавили в группы «Запад», «Центр» и «Урал-Приволжье». При этом в сезоне-2020/2021 прежние географические названия групп заменены на порядковые номера.

** Перед началом сезона клубы «Долгопрудный» и «Олимп» (Химки) объединились в одну команду, клуб будет базироваться в Долгопрудном.

*** Перед началом сезона ФК «Урожай» переименовали в ФК «Кубань».

## Турниры под эгидой ПФЛ

### Чемпионат России по футболу
Турнир, в котором определяется чемпион России, призёры, участники еврокубков. Высший дивизион системы футбольных лиг России. В 1992—1997 назывался «Высшая лига», в 1998—2001 — «Высший дивизион». Под эгидой ПФЛ проводился в 1992—2001 годах.

### Первенство России по футболу
Турниры в нижестоящих дивизионах: первая лига / первый дивизион (ПФЛ проводился с 1992 по 2010 годы), вторая лига / второй дивизион / Первенство ПФЛ (1992—2010, 2013/14—2020/21) и третья лига (1994—1997).

### Кубок ПФЛ(2003—2010)
Турнир среди команд-победительниц зональных турниров второго дивизиона по определению абсолютного победителя первенства России по футболу среди клубов второго дивизиона. Проводился в ноябре на центральном стадионе в «Лужниках». 

### Кубок ПФЛ «Надежда»/«Переправа»
Молодёжный турнир для сборных групп Первенства ПФЛ. В 2002—2009 годах проводился в ноябре в Краснодаре и Саранске, носил название «Кубок ПФЛ „Надежда“» — участвовали команды сборные зон второго дивизиона и сборная первого дивизиона, в 2002 году — ещё и сборная Краснодарского края. Воссоздан в 2019 году под названием «Кубок ПФЛ „Переправа“», участники — сборные групп Первенства ПФЛ и сборная России-U20. Турнир 2019 года прошёл в июне в Саранске.

### Несостоявшиеся

#### Кубок Лиги ПФЛ
Планировавшийся к проведению в сезоне-2019/20 турнир для команд Первенства ПФЛ, должен был разыгрываться параллельно с Первенством ПФЛ 2019/20 и Кубком России 2019/20. Предполагалось, что четвёрка полуфиналистов Кубка лиги получат право стартовать в розыгрыше Кубка России-2020/21 со стадии 1/32 финала.

#### Кубок профессиональной футбольной лиги
В 1994 году в перерыве в чемпионате России, связанном с чемпионатом мира в США, планировался старт Кубка профессиональной лиги. 16 команд высшей лиги разбивались на 4 группы по региональному принципу, далее — плей-офф: 1/4 финала, 1/2 финала и финал. Матчи в группах и чертветьфиналы были намечены на июль, полуфиналы — на 4 сентября, финал — 9 октября. 

### Первенство России среди юношеских команд клубов первого и второго дивизионов
Ежегодный турнир с отборочной и финальной частями, проводившийся в 1990-е и 2000-е годы[уточнить].
В дальнейшем — Кубок РФС среди юношеских команд клубов ФНЛ (Первого дивизиона) и ПФЛ (Второго дивизиона).